# Emma Koivisto
Emma Wilhelmina Koivisto (Helsinki, 25 settembre 1994) è una calciatrice finlandese, difensore del Milan e della nazionale finlandese.

## Carriera

### Club e calcio universitario
Koivisto si avvicina al calcio fin da giovanissima, tesserandosi nel 2000 con il Savannan Pallo (SAPA) di Helsinki, dove passa i primi anni nell'approfondimento della tecnica e giocando nelle sue formazioni giovanili fino al trasferimento al Helsingin Jalkapalloklubi, plurititolato club sempre con sede nella Capitale finlandese. Inizialmente ancora nelle sue formazioni giovanili, viene aggregata alla prima squadra dal 2010, facendo il suo esordio in Naisten Liiga, l'allora denominazione del massimo livello del campionato finlandese femminile di calcio, l'8 maggio di quell'anno, alla 4ª giornata di campionato, nell'incontro casalingo vinto per 4-1 con il NiceFutis. In quella sua prima stagione marca 12 presenze in campionato, andando a rete per la prima volta 3 giornate dopo fissando il risultato sul 5-1 nella vittoria casalinga sul FC Sport-39, e condivide con le compagne la conquista del suo primo trofeo in carriera, la Coppa di Finlandia, e il 2º posto in campionato a 2 punti dal PK-35 Vantaa. Koivisto rimane legata al club per altre due stagioni, con la squadra che pur mantenendo sempre posizioni di alta classifica termina nuovamente al 2º posto del 2011 e al 3º nel 2012, lasciando la società con un tabellino personale di 7 reti su 58 presenze in Naisten Liiga.
Nel novembre 2012 viene annunciato il suo trasferimento, assieme con la compagna di squadra Nora Heroum, dal HJK all'Honka. Koivisto fa il suo debutto con la nuova maglia il 14 giugno 2013, alla 2ª giornata di campionato, nell'incontro pareggiato in casa per 1-1 con le avversarie del HJK, con il tecnico Timo Lounio che la impiega complessivamente 22 volte. In quella stagione la sua squadra gioca un campionato di vertice, terminato al 3º posto in Naisten Liiga, con Koivisto che sigla anche 3 reti.

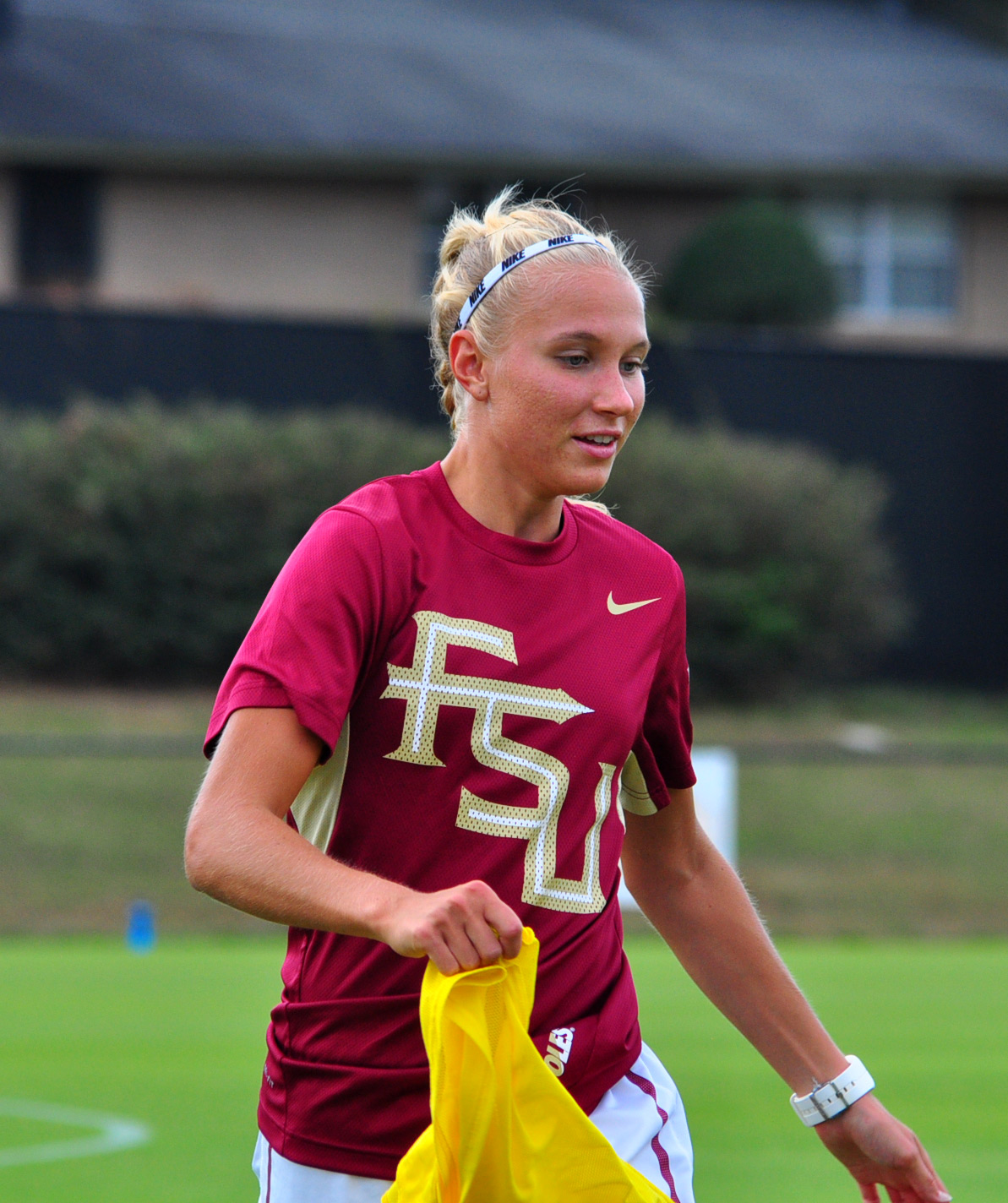
Koivisto con la maglia delle nel 2015.

Nel 2014 inizia la stagione con l'Honka, indossando la maglia della società finlandese fino a fine luglio prima di intraprendere il suo trasferimento negli Stati Uniti d'America al fine di completare il suo ciclo di studi a Tallahassee, iscrivendosi all'Università statale della Florida. Qui continua l'attività agonistica, affiancando allo studio la partecipazione al NCAA Women's Division I Soccer Championship con la squadra di calcio femminile universitario dell'ateneo, le FSU Seminoles. In questo periodo alterna le maglie delle Seminoles, giocando una media di 20 partite a stagione e segnando 2 gol, a quella dell'Honka, quando torna in patria nel periodo libero dagli impegni scolastici, riuscendo a marcare, tra il 2014 e il 2017, 42 presenze in Naisten Liiga siglando anche 3 reti, e vincendo il suo primo titolo in carriera, quello di Campionessa di Finlandia 2017.
Nel successivo calciomercato invernale decide di trasferirsi nuovamente all'estero, accettando la proposta fattale dal Kopparbergs/Göteborg, blasonato club svedese con il quale disputa la Damallsvenskan, massimo campionato nazionale di categoria, condividendo con le compagne una positiva stagione che vede la sua squadra raggiungere il 2º posto in campionato, risultato che consente alla società di accedere alla UEFA Women's Champions League, e vincere la Coppa di Svezia 2018-2019. Le due stagioni seguenti sono le più soddisfacenti per Koivisto, che dopo aver debuttato nella Champions League femminile nella stagione 2019-2020, nella doppia sfida con le tedesche del Bayern Monaco aiuta la squadra a raggiungere nuovamente il 2º posto nella Damallsvenskan 2019 e vincere il primo titolo di Campione di Svezia, per lei e il club, nel 2020.
Per il 2021 decide di trasferirsi in Inghilterra, la sua 4ª esperienza estera, raggiungendo Nora Heroum, sua ex compagna di squadra all'Honka e compagna in nazionale, firmando un contratto di 18 mesi con il Brighton & Hove, per la seconda parte della stagione 2020-2021. Sotto la guida tecnica di Hope Powell, Koivisto fa il suo debutto in FA Women's Super League il 7 febbraio 2021, alla 14ª giornata di campionato, nell'incontro perso in trasferta per 2-1 con il Chelsea, scendendo in campo da titolare per tutti i successivi incontri fino al termine della stagione.
Il 26 giugno 2024 viene annunciato il suo ingaggio a titolo definitivo da parte del Milan, in Serie A, con cui firma un contratto triennale, a partire dal 1º luglio seguente.
Il 25 gennaio 2025 segna il suo primo gol con la maglia rossonera, in occasione della vittoria casalinga ottenuta in rimonta per 3-2 contro la Roma. 

### Nazionale
Koivisto inizia a indossare la maglia della sua nazionale fin da giovanissima, venendo convocata con la formazione under 17 in occasione delle qualificazioni all'edizione 2011 dell'Europeo di categoria, debuttando nel torneo UEFA il 25 settembre 2010, nell'incontro del gruppo 1 nella prima fase dove la Finlandia sovrasta le avversarie pari età del Kazakistan con il risultato di 8-0. Gioca tutte le restanti 5 partite delle due fasi, con la sua squadra che chiude da imbattuta la prima fase ma che con una sola vittoria e due sconfitte nella successiva non riesce ad accedere alla fase finale.
Dal 2011 è convocata dal tecnico Marianne Miettinen nella under 19 per disputare gli Europei di categoria, giocando i soli tre incontri della prima fase di qualificazione all'edizione di Turchia 2012, conquistandolo però per Galles 2013, dove gioca nuovamente i tre incontri della prima fase di qualificazione, dove va a rete prima segnando il gol del parziale 8-0 nella schiacciante vittoria per 11-0 con l'Estonia e poi è decisiva per il passaggio del turno fissando sil 2-1 il risultato con le pari età della Spagna. Viene poi confermata nella rosa delle giocatrici che disputano la fase finale a 8 anni dall'ultima qualificazione, Ungheria 2005, impiegata da Miettinen in tutti i quattro incontri disputati dalla sua nazionale, che conclude al 2º posto il girone A dietro la Germania dopo aver superato Svizzera e Ungheria e perde di misura la semifinale con la Francia con il risultato di 1-0.
Nel frattempo il commissario tecnico Andrée Jeglertz la convoca nella nazionale maggiore, debuttandovi il 20 giugno 2012, nell'incontro valido per le qualificazioni all'Europeo di Svezia 2013 vinto per 4-0 in casa con la Bielorussia, rilevando Tuija Hyyrynen negli ultimi 3 minuti della partita. Jeglertz continua a concederle fiducia impiegandola in altre due occasioni, entrambe da titolare, nella vittoria per 5-0 con l'Estonia e la sconfitta per 1-0 con l'Ucraina, contribuendo così alla qualificazione al terzo Europeo consecutivo per la Finlandia, decidendo però di non inserirla nella rosa delle 23 calciatrici in partenza per la Svezia.
Grazie al risultato ottenuto dall'under 19, semifinalista, all'Europeo di Galles 2013, la Finlandia ottiene l'accesso al Mondiale di Canada 2014 con la formazione, come da regolamento, under 20. Miettinen la inserisce in rosa con le 21 calciatrici che disputano il torneo FIFA, impiegandola da titolare in tutti tre incontri del gruppo A, con la squadra che non si rivela all'altezza delle avversarie, subendo tre sconfitte con Corea del Nord, Canada e Ghana e dovendo così abbandonare il torneo già alla fase a gironi.
Successivamente sia Jeglertz, che i suoi successori sulla panchina della nazionale maggiore, Marko Saloranta e Anna Signeul, convocano Koivisto con regolarità, per le qualificazioni al Mondiale di Canada 2015, le qualificazioni all'Europeo dei Paesi Bassi 2017 e le qualificazioni al Mondiale di Francia 2019, fallendo a tutti i tre eventi, alle edizioni 2019 e 2020 della Cyprus Cup, dove in quest'ultima la Finlandia conquista il secondo posto, e alle qualificazioni all'Europeo di Inghilterra 2022, dove la Finlandia ritorna a una competizione internazionale dopo 9 anni.

## Palmarès

### Club
- Campionato finlandese: 1

Honka: 2017
- Campionato svedese: 1

Kopparbergs/Göteborg: 2020
- Coppa di Svezia: 1

Kopparbergs/Göteborg: 2018-2019